# Schaal Sels 1995
La Schaal Sels 1995, settantesima edizione della corsa, si svolse il 29 agosto 1995 su un percorso di 177 km, con arrivo a Merksem. Fu vinta dal belga Bart Leysen della Mapei-GB-Latexco davanti all'olandese Aart Vierhouten e al belga Bart Heirewegh.

## Ordine d'arrivo (Top 10)
| Pos. | Corridore         | Squadra                | Tempo    |
| ---- | ----------------- | ---------------------- | -------- |
| 1    | Bart Leysen       | Mapei-GB-Latexco       | 4h04'34" |
| 2    | Aart Vierhouten   |                        |          |
| 3    | Bart Heirewegh    |                        |          |
| 4    | David Tilemans    |                        |          |
| 5    | Johan Verstrepen  | Vlaanderen 2002-Merckx |          |
| 6    | Wilfried Peeters  | Mapei-GB               |          |
| 7    | Ludo Dierckxsens  | Collstrop-Lystec       |          |
| 8    | Cedric Van Lommel | Vlaanderen 2002-Merckx |          |
| 9    | Karl Pauwels      | Palmans-Ipso           |          |
| 10   | Wim Weyns         |                        |          |